# Popigajský kráter
Popigajský kráter je impaktní kráter na území Krasnojarského kraje na Sibiři v Rusku . Má průměr přibližně 100 km a je společně s kráterem Manicouagan čtvrtým největším známým impaktním kráterem na Zemi. Většími známými krátery jsou pouze o 30 milionů let starší Chicxulubský kráter v Mexiku (průměr přes 180 km) a pradávné prekambrické krátery Vredefort (300 km) a Sudbury Basin (250 km) o stáří kolem 2 miliard let. Zhruba stejně starý je asi 85 km velký kráter Chesapeake Bay na východě USA, který mohl vzniknout ve stejné době nárazem odlomené části původně téhož kosmického tělesa stejně jako menší impaktní kráter Toms Canyon. Kráter se nachází ve vzdálenosti 300 km východně od základny Chatanga a 880 km severovýchodně od města Norilsk. UNESCO určilo kráter jako Geopark, místo zvláštního geologického dědictví.

## Vznik
Vznikl dopadem bolidu v období pozdního eocénu, přibližně před 35 miliony let. Bolid mohl mít charakter přibližně 8 km velkého chondritického meteoritu nebo 5 km velkého kamenného meteoritu, což zjistila hlavní průzkumná expedice provedená v roce 1997. Tento dopad mohl mít vliv na masové vymírání na přelomu Eocénu a Oligocénu.

## Diamanty
Šoková vlna z dopadu okamžitě transformovala grafit v zemi do diamantů až do vzdálenosti 13,5 km od bodu nárazu. Tyto diamanty mají obvykle 0,5 až 2 mm v průměru, ale několik výjimečných exemplářů je o velikosti až 10 mm. Diamanty nejen zdědily tvar původních grafitových zrn, ale navíc zachovávají i jemné rýhování původních krystalů. V oblasti se nachází velké množství nanodiamantů, vytvořených při této impaktní explozi. Právě kvůli diamantům byla oblast v okolí kráteru nepřístupná veřejnosti také z důvodu, že doly byly postaveny vězni z gulagu v éře Stalina. Těžba diamantů je ekonomicky nevýhodná kvůli odlehlosti oblasti a vysokým nákladům na jejich získávání. Mnoho diamantů v oblasti obsahuje krystalické lonsdaleity, allotropy uhlíku, které mají hexagonální mřížku. Čisté, laboratorně vytvořené lonsdaleity jsou o 58% tvrdší než obyčejné diamanty, není známo, zda přírodní, nečisté lonsdaleity vykazují podobné vlastnosti. Diamanty mají také neobvyklé abrazivní vlastnosti a velkou velikost zrn, což je může učinit velmi užitečnými pro průmyslové a vědecké aplikace, ale jsou považovány za nevhodné jako drahokamy. Tento typ diamantů je znám jako "dopadové diamanty", protože jsou produkovány, když meteorit zasáhne grafitovou vrstvu při vysoké rychlosti.